# Yang Hyun-jun
Yang Hyun-jun (kor. 양현준, * 25. Mai 2002 in Busan) ist ein südkoreanischer Fußballspieler, der bei Celtic Glasgow in der Scottish Premiership unter Vertrag steht.

## Karriere

### Verein
Yang begann mit dem Fußballspielen in seiner Kindheit an der Sangri Elementary School. Ab 2015 war er beim Geoje City Public Sports Club aktiv, bevor er an der Busan Information High School spielte.
Im Januar 2021 wechselte er zum südkoreanischen Profiverein Gangwon FC. Yang gab sein Debüt für den Verein in der Saison 2021 in der K League 1 gegen Seongnam. In seiner ersten Spielzeit kam er auf insgesamt neun Ligaspiele. In der Spielzeit 2022 hatte Yang seinen Durchbruch in der Mannschaft und wurde Stammspieler. Mit 8 Toren in 36 Ligaspielen war er hinter Kim Dae-Won, der zwölfmal traf, bester Torjäger des Teams. Am Ende der Spielzeit wurde er zum besten Jungprofi der K-League gewählt. Während der laufenden Saison 2023 wechselte der 21-jährige Yang mit einem Fünfjahresvertrag und einer Ablösesumme von ca. 2,5 Millionen Euro nach Schottland zu Celtic Glasgow.

### Nationalmannschaft
Yang nahm mit der U23-Nationalmannschaft im Jahr 2022 an der Asienmeisterschaft teil und erreichte mit dieser das Viertelfinale. Am 7. September 2023 gab er sein Debüt in der A-Nationalmannschaft gegen Wales in Cardiff, als er für Jae-sung Lee eingewechselt wurde.

## Erfolge
mit Celtic Glasgow:
- Schottischer Meister: 2024, 2025
- Schottischer Pokalsieger: 2024
- Schottischer Ligapokalsieger: 2025